# Fowlie Glacier
Fowlie Glacier är en glaciär i Antarktis. Den ligger i Östantarktis. Nya Zeeland gör anspråk på området. Fowlie Glacier ligger 2 174 meter över havet.
Terrängen runt Fowlie Glacier är kuperad åt sydväst, men åt nordost är den platt. Terrängen runt Fowlie Glacier sluttar norrut. Trakten är obefolkad. Det finns inga samhällen i närheten. 